# 井上正憲
井上 正憲（いのうえ まさのり）は、日本のキックボクサー（プロボクサーから転向）。リング名は、タトゥーファイター井上"ブル"正憲。ブルズアイファティングクラブ代表 。漢（おとこ）であることをに強いこだわりを見せ、性別欄に男・女とあれば線を引いて漢（おとこ）と書き直すという逸話がある。戦歴は公開されていないが、喧嘩は負け知らず。クラシックカー・入れ墨愛好家でもある。